# Cochlostoma philippianum
Cochlostoma philippianum is een slakkensoort uit de familie van de Megalomastomatidae. De wetenschappelijke naam van de soort is voor het eerst geldig gepubliceerd in 1853 door Gredler.